# Chiesa di San Demetrio (Sindia)
La chiesa di San Demetrio vescovo di Antiochia è un edificio di culto cattolico situato nel comune di Sindia; è una delle uniche chiese in Sardegna dedicata a questo santo. Comprende parti tardo-gotico e romanico.
La chiesa, fatta edificare nella seconda metà del XVII secolo dall'inquisitore dell'isola di Sardegna Gavino Pintor Serra, venne costruita con pietre recuperate dai ruderi di un'altra chiesa: la Chiesa di Nostra Signora di Corte a Sindia L'aula ha un'unica navata sulla quale si aprono alcune cappelle laterali. Al suo interno si conserva un retablo ligneo datato 1680 raffigurante i quattro padri della chiesa: san Gregorio Magno, sant'Agostino, sant'Ambrogio e san Gerolamo. Al centro della pala è presente la statua del santo compatrono san Demetrio, ricoperta d'oro zecchino e definita una delle più belle della Sardegna.
La chiesa è stata danneggiata da un incendio il 4 febbraio 2017 ed ha riportato danni ingenti alla statua e al retablo ligneo.   Dopo la quasi totale ricostruzione delle parti danneggiate dal rogo, nel 2019 a chiesa è stata riaperta la culto.